# Escola da Biomassa
Trata-se de um grupo de pesquisadores que avaliam que o fim dos combustíveis fósseis é iminente e que aos países tropicais seria mandatória o aproveitamento da energia do sol convertida pelo processo da fotossíntese em biomassa. A energia do sol concentrada nas plantas (cana de açúcar, mandioca, dendê, milho, macaúba, girassol, babaçu etc.) é armazenada nos hidratos de carbono.

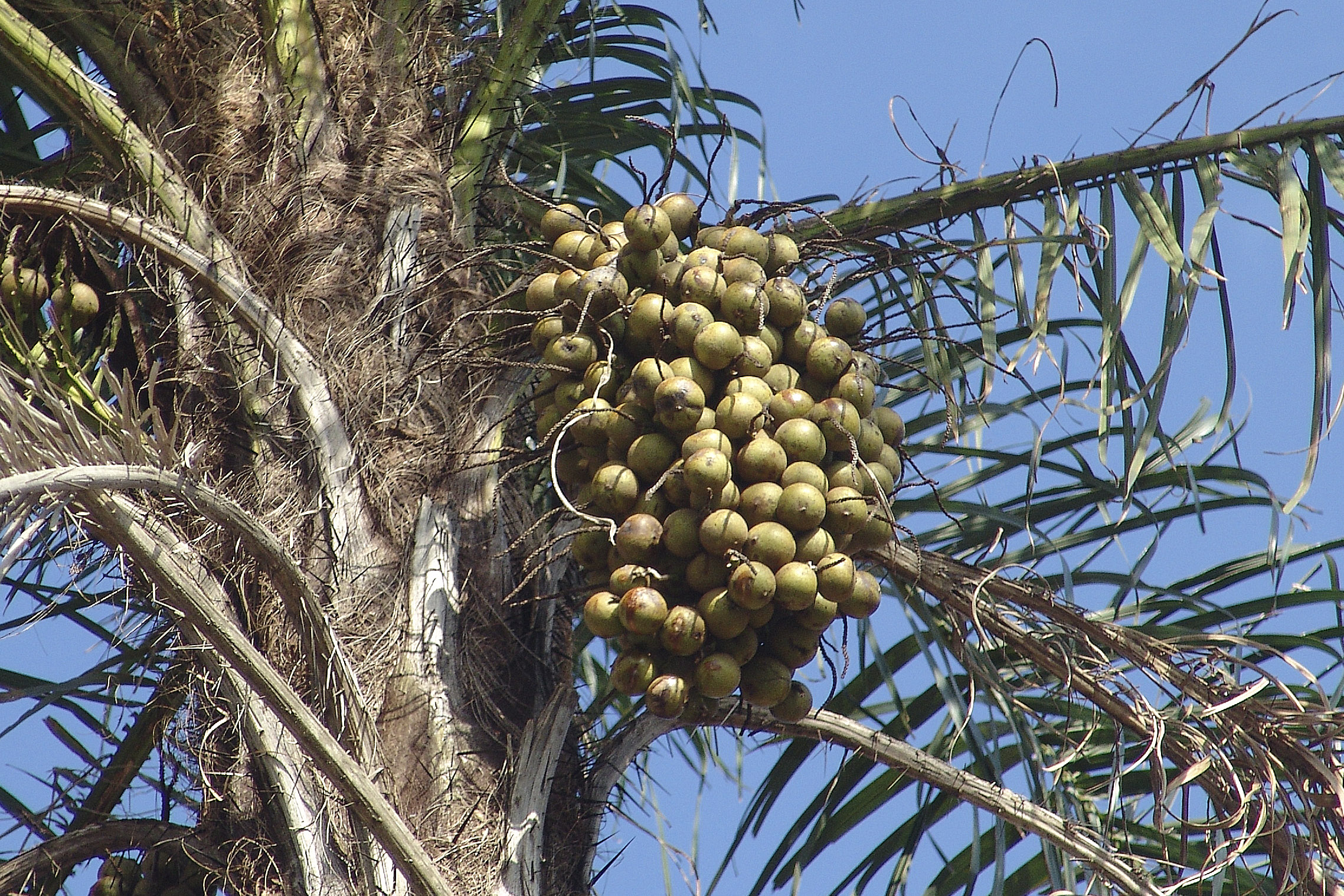
Macaúba
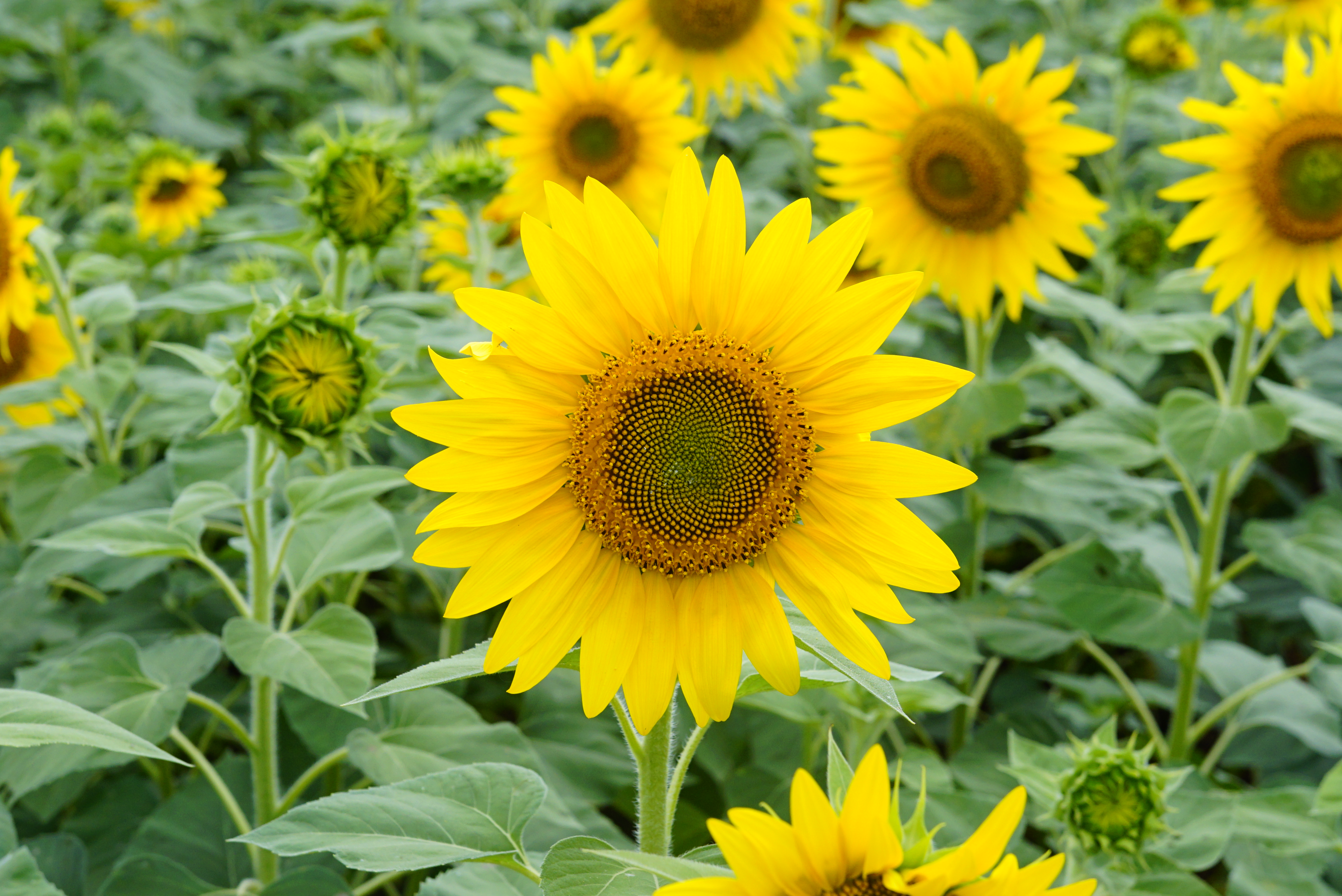
Girassol
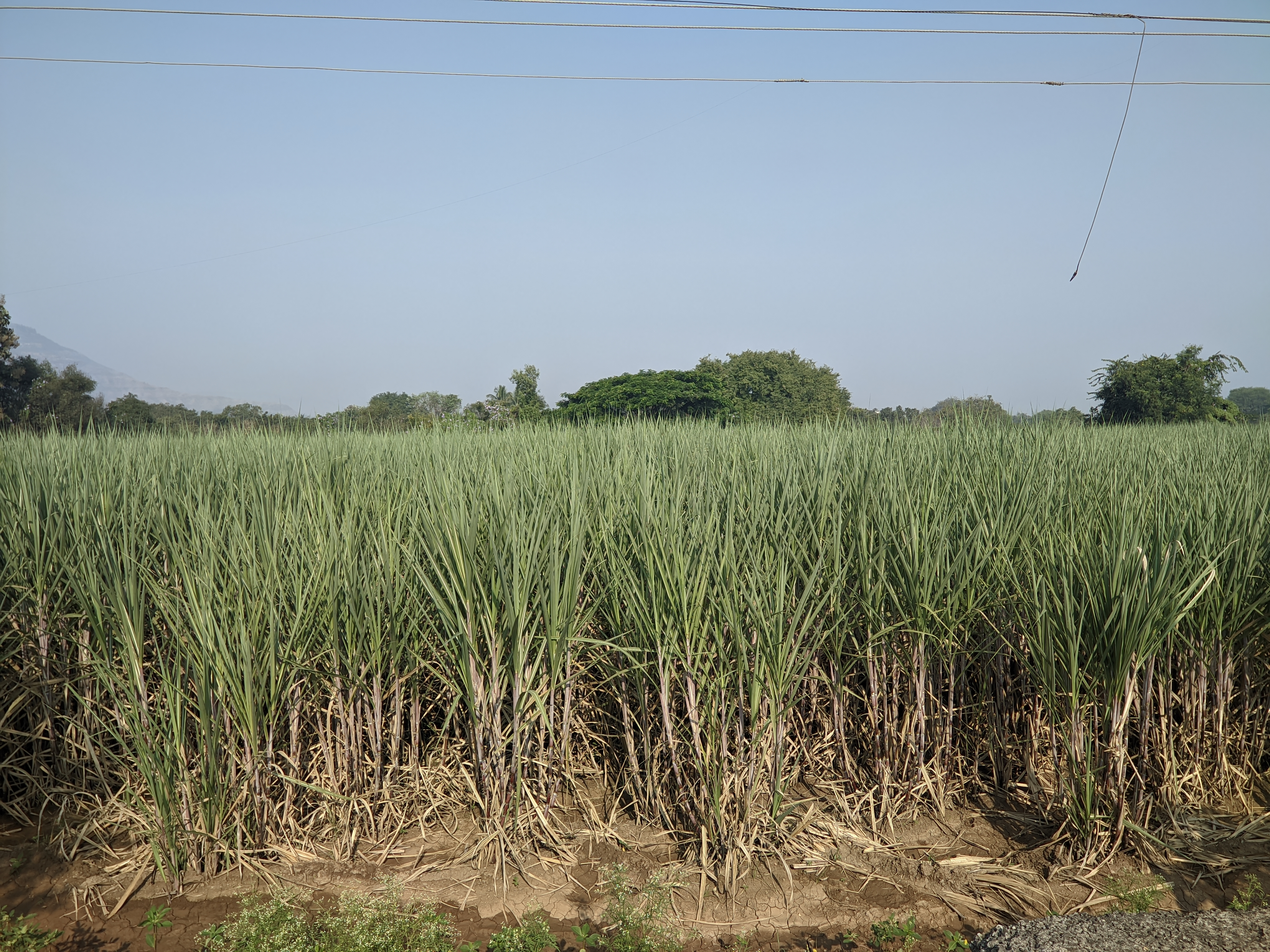
Cana-de-açúcar
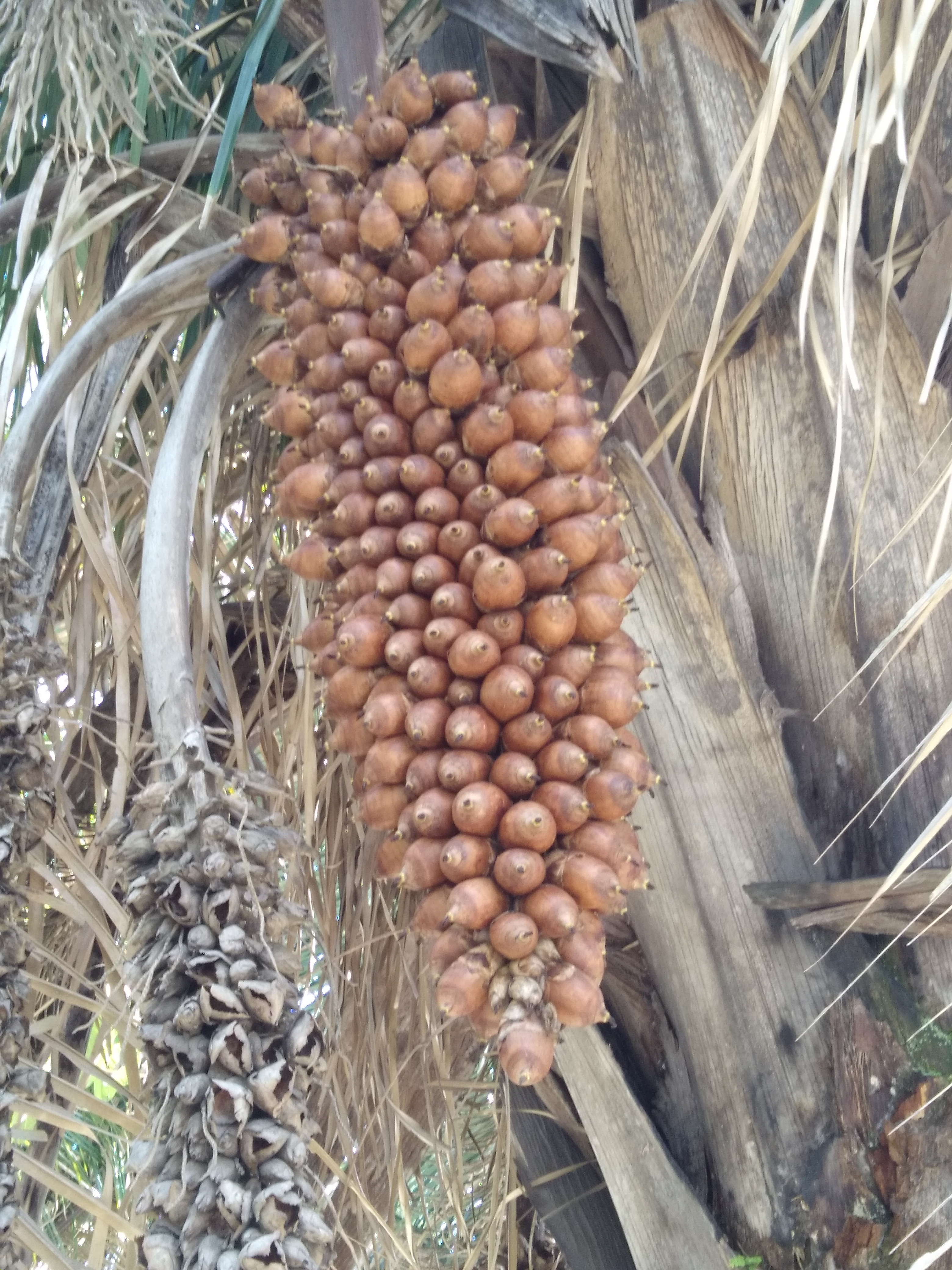
Babaçu
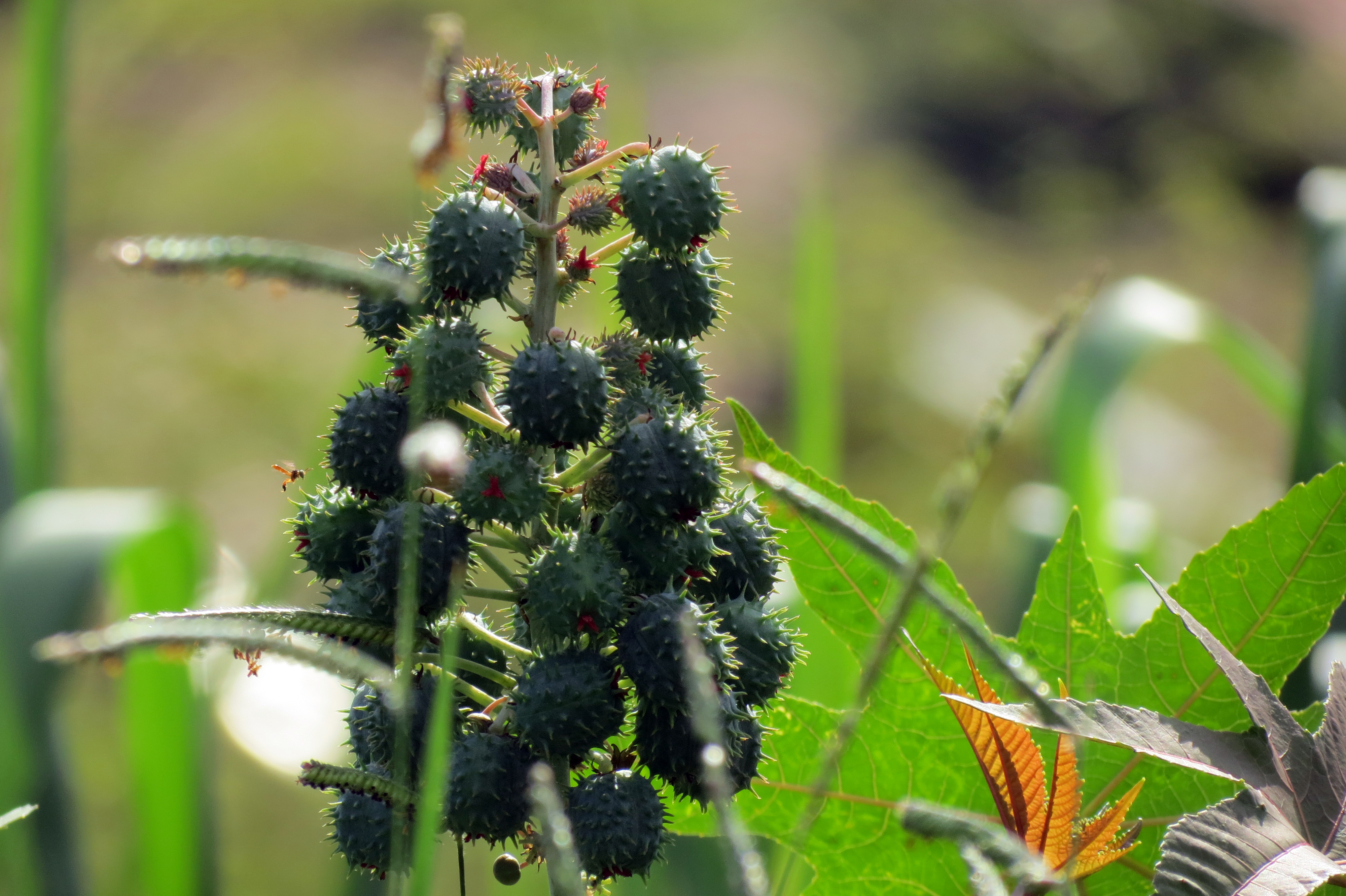
Mamona
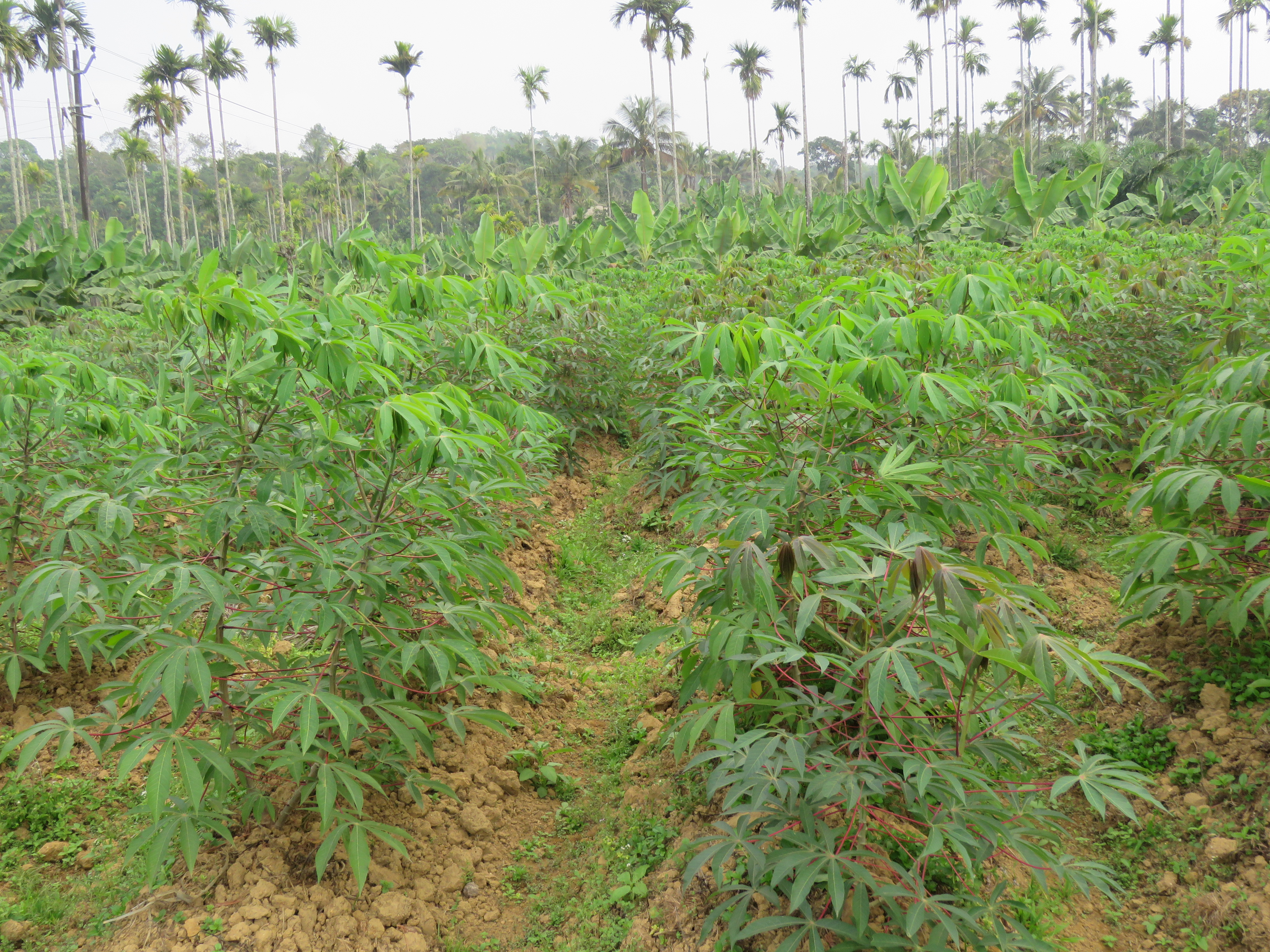
Mandioca
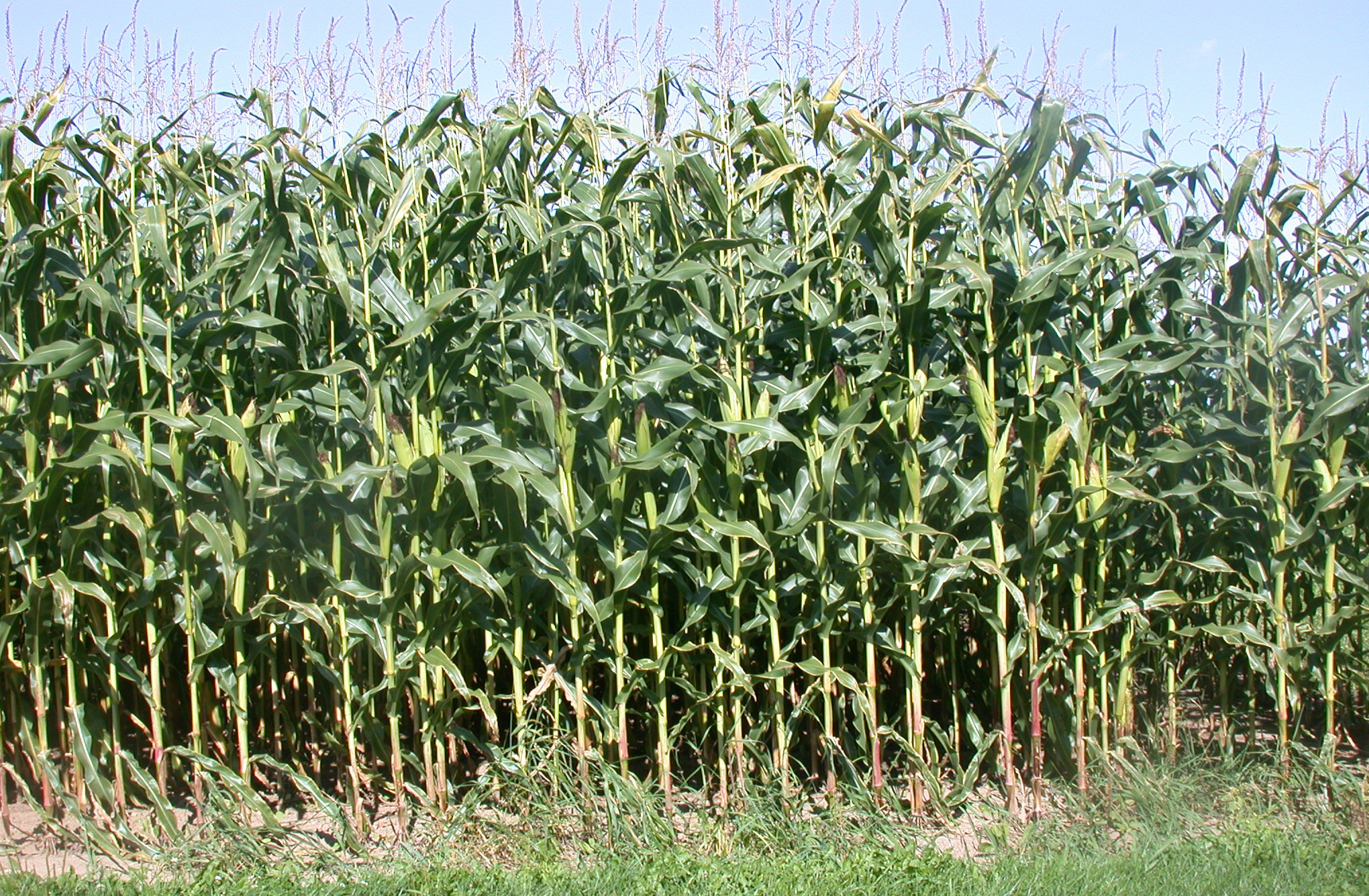
Milho

O grupo foi liderado pelo físico José Walter Bautista Vidal, criador do Proálcool, pelo geólogo Marcello Guimarães Mello, Salvo Brito, Simões Lopes Filho e pelo sociólogo Gilberto Felisberto Vasconcellos. 
A Escola da Biomassa infelizmente quase clandestina e preterida nas universidades mostrou na prática a eficácia do combustível made in Pró-álcool. A cidade de São Paulo hoje consegue respirar graças aos milhões de veículos a álcool que neutralizaram a quantidade d e chumbo jogado pela gasolina na atmosfera. O derivado da biomassa não se resume a álcool em automóvel, abarca os óleos vegetais e o carvão vegetal. 

## Fim da era dos combustíveis fósseis

O Sistema UNIGEA (Unidade Geradora de Energia e Alimentos) é a implantação de uma MICROUSINA de baixo custo e de alto valor agregado para que microdestilarias e pequenos alambiques produzam além da cachaça, álcool combustível, açúcar mascavo, a rapadura, o melado, o adubo orgânico, biodefensivos, sementes e mudas para agroreflorestamento, gerando alimentos, energia e alimentação do gado, sem poluição e nem degradação do meio ambiente.

De 1800 a 1900 foi a era do carvão mineral; de 1900 a 2000 foi a era do petróleo que se aproxima do esgotamento. Os combustíveis fósseis são o carvão mineral, o petróleo e o gás natural. Segundo Bautista Vidal, a situação das reservas de petróleo foi amplamente discutida até os anos 1980. A partir daí, houve silêncio da mídia mundial sobre o assunto. O geógrafo estadunidense David Harvey afirmou em seu livro O novo imperialismo que:
Em todo momento dado, a condição das reservas mundiais de petróleo é mera conjetura. As companhias petrolíferas são notoriamente reticentes para dizer o que sabem e de vez em quando enganam deliberadamente. As estimativas de reservas costumam exibir variações demasiado amplas. Porém, a maioria dos cálculos sugere que as taxas de exploração das reservas vêm excedendo a taxa de descoberta desde mais ou menos 1980. O petróleo vem se tornando aos poucos cada vez mais escasso. Sabemos que muitos campos estão longe do seu auge de produção e que daqui a mais ou menos uma década muitos dos atuais campos estarão esgotados. Isso se aplica (HARVEY, 2003, p. 28).

## Transição energética
A partir do Século XXI discute-se cada vez mais a necessidade de um processo de transição energética para a constituição de uma era de energia renovável.

## O que fazer: civilização dos hidratos de carbono
A Escola da Biomassa propugna a adoção de uma Política Energética da Biomassa que representa a alternativa mais compatível com a realidade do Brasil frente à crise da energia fóssil. A produção de matéria vegetal chega a ser 100 vezes superior à das zonas temperadas. São 2.500 horas/ano de insolação captadas pelo processo de fotossíntese. Dessa forma, recomendam a ocupação do território com microdestilarias para etanol em pequenas propriedade da agricultura familiar. Tais microdestilarias poderiam produzir simultaneamente álcool, cachaça, melado, rapadura, adubo orgânico e biodefensivos.

## Representantes
- José Walter Bautista Vidal (1934-2013): foi um engenheiro e físico brasileiro. Ex-professor da Universidade de Brasília e considerado uma das maiores autoridades do país em produção de energia, foi um dos idealizadores do Programa Nacional do Álcool (PróAlcool), criado durante o governo do general Ernesto Geisel visando estimular a produção do álcool no país.[3][4]

- Marcello Guimarães Mello: O geólogo era exímio conhecedor das florestas e da energia agrícola. Foi um excepcional cientista dotado da capacidade de apresentar soluções para o povo e o país, indo além dos diagnósticos. Formado em geologia pela Escola Federal de Ouro Preto, trabalhou em Rondônia, Mato Grosso, Amazonas, Pará, Vale do Rio Doce. Dirigiu a Acesita Florestal e participou do Proálcool. Publicou Biomassa: energia dos trópicos em Minas Gerais[5] e Autodensevolvimento: o Brasil descobre a energia tropical.[6]

- Sérgio de Salvo Brito: foi um engenheiro com pós-graduação em energia nuclear. Foi Secretário de Tecnologia do Ministério das Minas e Energia (MME), Coordenador Técnico para o reexame da Matriz Energética Nacional e Diretor do Departamento Nacional de Desenvolvimento Energético do Ministério da Infraestrutrua durante o Governo Sarney. Dedicou-se aos vetores energéticos para o desenvolvimento socioeconômico-ambiental do país: energia solar, energia eólica e biomassa.[7] Teve seu nome vinculado ao Centro de Referência para as Energias Sola e Eólica Sérgio de S. Brito, cuja missão é a promoção do desenvolvimento das energias solar e eólica através de conhecimento, ampliação de diálogo e do estímulo a estudos e projetos.

- Sebastião Simões Filho (1927-1991): químico industrial formado pela Escola Superior de Química de Pernambuco. Estudou os processos fermentativos e trabalhou em várias indústrias petroquímicas inclusive na Petrobrás. Foi preso pela ditadura, junto com sua esposa argelina, por causa de suas ideias para a indústria petroquímica nacional. Preconizava o Proálcool para além da substituição de combustíveis para automóveis e defendia a química dos carboidratos baseada em recursos renováveis da biomassa.[8] Cunhou o termo "civilização dos hidratos de carbono".[9]

- Gilberto Felisberto Vasconcellos: o sociólogo formado pela Universidade de São Paulo e professor da Universidade Federal de Juiz de Fora trouxe a esperança do sol e da fotossíntese para o campo das Ciências Sociais. Analisou o potencial da biomassa como energia do futuro colocada em contraposição ao imperialismo, ao neoliberalismo e como energia do socialismo (sol e socialismo). Publicou com J. W. Bautista Vidal as obras O poder dos trópicos: meditação sobre a alienação energética na cultura brasileira[10], Petrobrás: um clarão na história e Dialética dos Trópicos: o pensamento colonizado da CEPAL.